# 李孝節
李孝節，唐朝宗室、官员。
淮安王李神通之子，唐高祖武德五年（622年），唐高祖李渊敕封宗室诸王，李神通的儿子们：李道彦封胶东郡王，李孝詧封高密郡王，李孝同封淄川郡王，李孝慈封广平郡王，李孝友封河间郡王，李孝節封清河郡王，李孝义封胶西郡王。唐太宗即位后，李孝節降為清河郡公，曾任靈州（今寧夏永寧縣）都督。

## 子孙
- 汝州刺史李頊
- 幽州都督李琬
- 鄭州刺史李瑜
  - 光祿卿李昇
    - 李遘

  - 武都郡公、吏部尚書李暠
    - 起居舍人李造

  - 太僕卿李暈
    - 太子少傅、鄭國公李遵
      - 太常少卿李謂，字伯英
      - 李誦
      - 李
      - 李諤

    - 御史中丞、東畿採訪使李遇
      - 河東節度使李說，字巖甫
        - 太子通事捨人李公敏
        - 靈鹽朔方節度使李公度
        - 李公輔
        - 千牛備身李公佐
- 李公宥
  -     - 絳州刺史、祕書監李勛
      - 李真宰

    - 兵部侍郎李進
      - 江西觀察使李少和